# Fritz Müller (Duits bioloog)
Johann Friedrich Theodor Müller (31 maart 1821 of 1822 – 21 mei 1897), beter bekend als Fritz Müller, en ook wel Müller-Desterro, was een Duitse arts en bioloog die in 1852 naar de regio Santa Catarina in het zuiden van Brazilië emigreerde, waar hij de rest van zijn leven zou blijven wonen, voornamelijk in of rond de Duitstalige gemeenschap Blumenau. Hij bestudeerde de flora en fauna van de subtropische bossen aan de Atlantische kust ten zuiden van São Paulo. Hij was, net als zijn jongere broer Hermann Müller, een vroege pleitbezorger van de evolutietheorie van Charles Darwin met wie hij vanuit Brazilië correspondeerde. De mimicry van Müller is naar hem genoemd. Hij moet niet worden verward met de Zwitserse zoöloog Friedrich "Fritz" Müller.

## Leven

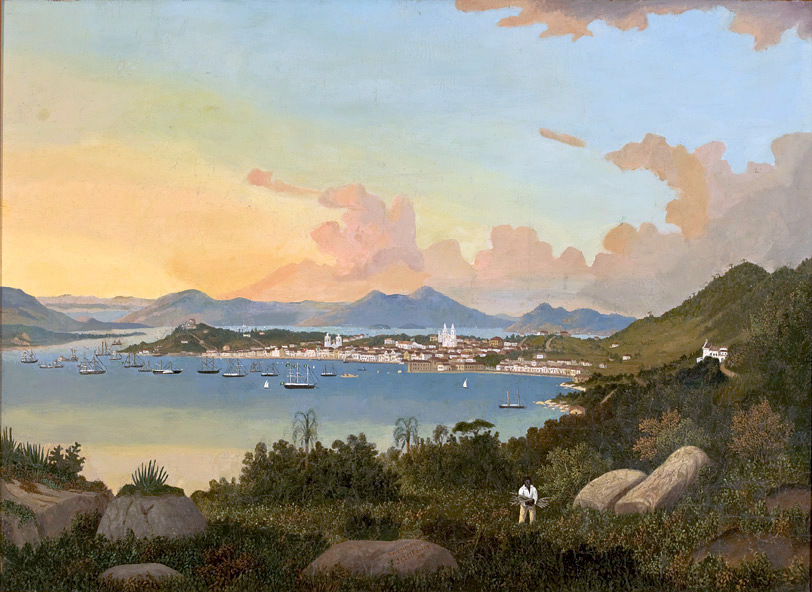
Joseph Brüggemann, Gezicht op Desterro, 1867, Museu de Arte de São Paulo

Fritz Müller werd geboren op 31 maart 1821 of 1822 in het dorp Windischholzhausen, niet ver van Erfurt in Thüringen als zoon van een pastoor. Na het behalen van zijn gymnasiumdiploma in Erfurt begon hij in 1840 aan een apothekersopleiding die hij al snel afbrak. Daarna studeerde hij wiskunde en biologie aan de universiteit van Berlijn en Greifswald. In 1845 kon hij als leraar aan de slag, maar omdat hij van mening was dat natuurwetten en "het geloof in wonderen" niet samengingen, wilde hij geen deel uitmaken van een christelijk onderwijssysteem. In 1846 sloot hij zich aan bij de rationalistische Lichtfreunde. Intussen was hij medicijnen gaan studeren, en hoewel hij de studie voltooide, kreeg hij geen diploma uitgereikt, omdat hij weigerde de verplichte eed "so wahr mir Gott helfe" af te leggen.
De mislukking van de Maartrevolutie van 1848 was een grote teleurstelling voor Fritz Müller. Omdat hij vreesde dat zijn politieke ideeën consequenties zouden hebben voor zijn carrière en zijn leven, trok hij zich terug op het platteland. In 1852 besloot hij samen met zijn broer August en hun beide vrouwen te emigreren naar Santa Catarina in het zuiden van Brazilië waar Hermann Blumenau kort ervoor een kolonie had gesticht. In Brazilië werkte Müller als boer, arts, leraar en bioloog. Veel van zijn tijd besteedde hij aan de studie van de lokale flora en fauna in de subtropische bossen (geen regenwoud) langs de rivier Itajaí.
Vanaf 1856 was hij wiskundeleraar aan een lyceum in Desterro (het huidige Florianópolis), de hoofdstad van Santa Catarina, gelegen op een eiland aan de Atlantische Oceaan. Toen de school in 1867 werd overgenomen door de jezuïeten keerde hij terug naar de Itajaí. Hij wist daar een baan bij de provinciale overheid te regelen die hem in staat stelde botanisch onderzoek te doen en de lokale boeren te adviseren.

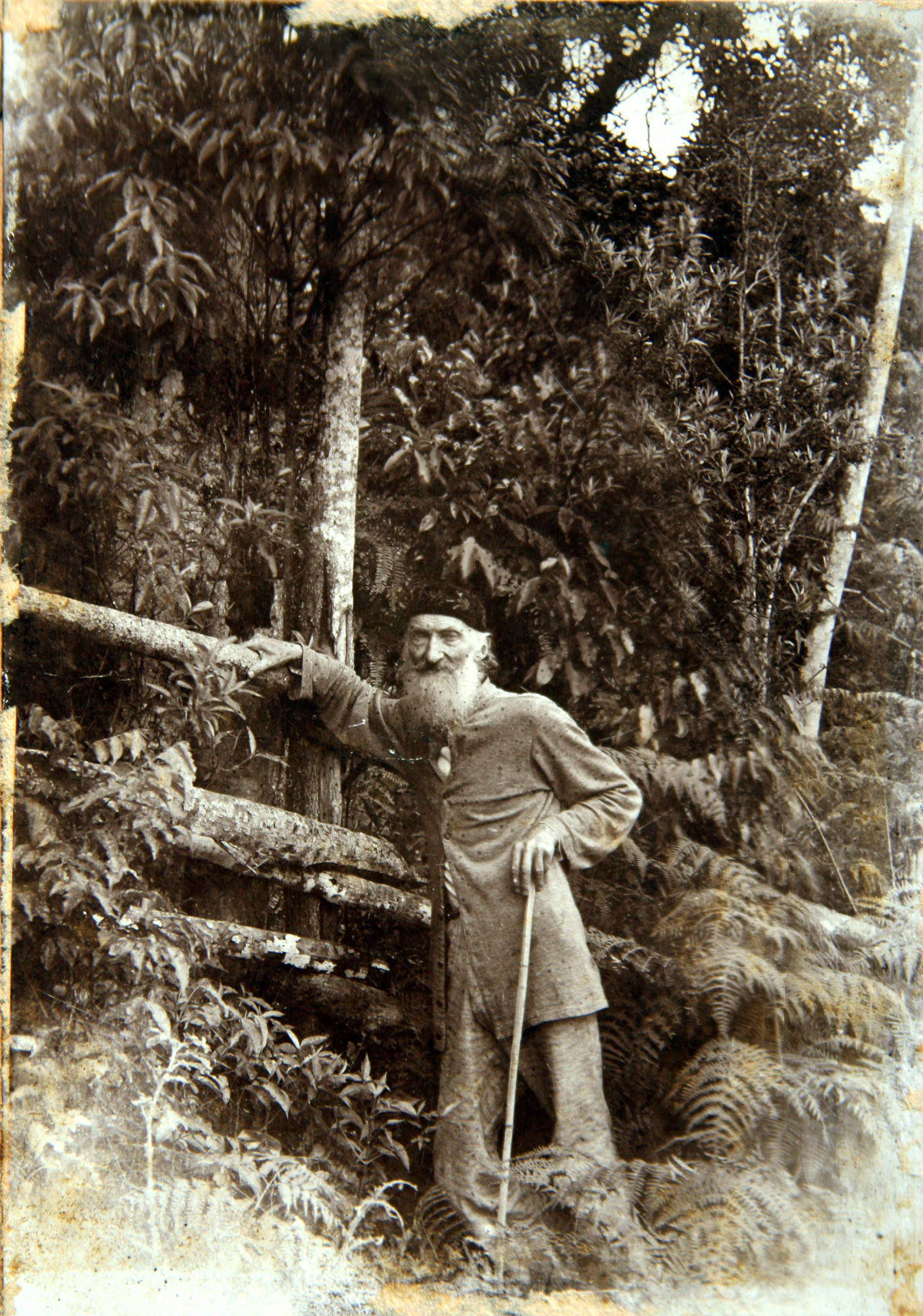
Fritz Müller in 1891 (foto door Alfred Möller)

In 1876 kwam hij als "reizend natuuronderzoeker" in dienst van het Nationaal Museum van Brazilië in Rio de Janeiro. Hij kreeg zo de kans het hele stroomgebied van de Itajaí te verkennen en alles te onderzoeken wat hem interesseerde. Andere natuuronderzoekers die in dezelfde periode voor het museum werkten, waren Émil Goeldi en Hermann von Ihering. Aan deze voor Fritz Müller ideale situatie kwam een einde na de val van de liberale monarchie van Dom Pedro II in 1889. De nieuwe Braziliaanse republiek weigerde nog geld te steken in projecten in de diverse regio's en de reizende natuuronderzoekers werden verplicht zich in Rio de Janeiro te vestigen. Müller weigerde en werd in 1891 ontslagen.
In zijn laatste jaren kreeg hij in Brazilië bezoek van zijn neef, de bioloog Alfred Möller, die ten slotte zijn biograaf en bezorger van zijn brieven werd. Müller en zijn vrouw Caroline kregen zeven dochters en een zoon, die jong stierf. Nadat zijn vrouw en een aantal dochters hem waren voorgegaan overleed Fritz Müller op 21 mei 1897 in Blumenau.

## Werk
Fritz Müller publiceerde een groot aantal artikelen, voornamelijk in Duitstalige tijdschriften, soms in het Engels of het Portugees. Hij schreef vooral over insecten (termieten, mieren, bijen, vlinders), zeebiologie (schaaldieren) en botanie (bestuiving van orchideeën, klimplanten). Verder verzamelde hij planten en zaden in het stroomgebied van de Itajaí, die hij onder andere naar Joseph Dalton Hooker van Kew Gardens stuurde.

### Mimicry van Müller
Müllers grootste ontdekking was de mimicry van Müller (die dan ook naar hem genoemd is). Het gaat hier om twee of meer diersoorten die zich met bijvoorbeeld gif of een angel kunnen verdedigen tegen predatoren die in staat zijn om van eerdere ervaringen te leren. Het is een voordeel voor zulke potentiële prooien om hun aanvallers duidelijk te laten zien dat ze oneetbaar zijn. Ze maken hiervoor gebruik van aposematische kleuring of waarschuwingskleuren. Het principe is wijdverbreid in het dierenrijk, maar in het onderzoek van Müller waren de prooien vlinders die een vieze vloeistof afscheidden als ze vastgegrepen werden, en de predatoren vogels of reptielen.
De aposematische kleuren zijn meestal een combinatie van rood, geel, zwart en wit, terwijl de eetbare dieren een schutkleur hebben. De oneetbare dieren doen meestal geen moeite om zich te verbergen, maar laten hun kleuren prominent zien in een trage vlucht. De mimicry van Müller heeft als voordeel dat als de predator een individu van de ene soort hoeft 'geproefd', hij ook individuen van een andere soort met dezelfde tekening met rust zal laten. Deze tactiek werkt vooral tegen predatoren die goed kleuren kunnen onthouden, zoals vogels. De Braziliaanse vlinders bieden spectaculaire voorbeelden van mimicry, en zowel Müller als Henry Walter Bates (naar wie de mimicry van Bates is genoemd) en Alfred Russel Wallace hebben dit fenomeen uitgebreid bestudeerd. Alle drie waren ze ervan overtuigd dat dergelijke vormen van mimicry alleen tot stand konden komen door natuurlijke selectie.

### Andere onderzoeksterreinen
Müller ontdekte dat sommige mierensoorten van het geslacht Azteca in symbiose leven met Cecropia's, snelgroeiende bomen uit de brandnetelfamilie. In ruil voor onderdak en voedsel verdedigen de mieren de plant tegen vraat en zelfs tegen opdringerige epifyten en lianen. De mieren leven in de holle stelen en worden voorzien van voedsel door haren aan de voet van de bladstelen die eiwit en vet uitscheiden, de lichaampjes van Müller.
Dankzij zijn studie van termieten in het veld kon Müller de bestaande publicaties op veel punten corrigeren. Zo bleken de kolonies bijvoorbeeld heel anders georganiseerd te zijn dan die van mieren. In de termietenheuvels wonen leden van beide seksen, terwijl bij de vliesvleugeligen alle bewoners vrouwtjes zijn en de mannetjes haploïde zijn. Termieten zijn wel insecten, maar niet nauw verwant aan mieren.
Verder werd Müller geboeid door de levenscyclus van bijen zonder angel (Melipona en Trigona), die zichzelf beschermen door een giftige stof weg te spuiten als ze gestoord worden. De lokale naam voor deze bijen is cagafogo ("vuurschijter").
Een andere ontdekking was de dimorfie van muggen uit de familie Blephariceridae. Er zijn twee vrouwelijke vormen met verschillende monddelen: de ene zuigt bloed, de andere voedt zich – net als de mannetjes – met nectar. Om de sceptici te overtuigen sekste hij de individuen zorgvuldig en kweekte hij ze op van poppen.

### Charles Darwin
Müller was een van de eerste verdedigers van de evolutietheorie. In 1864 schreef hij Für Darwin, waarin hij betoogde dat Darwins opvattingen over de evolutie door natuurlijke selectie correct waren. Als illustratie hiervan gebruikte hij zijn onderzoek naar Braziliaanse Crustacea (kreeftachtigen), waarvan hij had ontdekt dat ze in elk stadium van hun ontwikkeling aan veranderingen onderhevig konden zijn. Hij schreef dat Darwins theorieën "de sleutel [leverde] tot het begrip van de ontwikkelingsgeschiedenis van de Crustacea". Müller stuurde een exemplaar naar Darwin die meteen enthousiast was. Dit was waarop hij gewacht had: een studie waarin hij de evolutie in actie zag. Darwin liet het boek - met aanvullingen door Müller - op eigen kosten in het Engels vertalen en uitgeven in dezelfde uitvoering als zijn eigen werken.
Ook Müllers botanische onderzoek werd sterk beïnvloed door de publicaties van Darwin. Na de verschijning van Darwins Fertilisation of Orchids uit 1862 hield Müller zich jarenlang bezig met de studie van orchideeën. Zijn bevindingen stuurde hij rechtstreeks naar zijn broer Hermann en naar Darwin, die dit materiaal deels verwerkte in de herziene uitgave van 1877. Naar aanleiding van Darwins Climbing Plants uit 1867 classificeerde Müller de Braziliaanse klimplanten naar hun manier van klimmen. Andere observaties uit 1867 werden door bemiddeling van Darwin vertaald en gepubliceerd in The Journal of the Linnean Society, Müllers eerste publicatie in het Engels.
Hierna bleven Müller en Darwin via de post hun ervaringen uitwisselingen. Zo schreef Darwin in zijn The different forms of flowers on plants of the same species (1877) dat Fritz Müller hem vanuit Brazilië bloemen had gestuurd die heterostylie vertoonden.

## Publicaties
- (de) Fritz Müller (1864): Für Darwin, Leipzig, Engelmann, 1864  (in 1869 in het Engels verschenen als Facts and Arguments for Darwin)
- (en) Fritz Müller (1867): "Notes on some of the climbing-plants near Desterro in South Brazil", J. Linn. Soc. (Botany) 9, 344-9
- (de) Fritz Müller (1878a): Die Stinkkölbchen der weiblichen Maracujáfalter, 1878
- (de) Fritz Müller (1878b): Ueber Gerüchte von Schmetterlingen, 1878
- (de) Fritz Müller (1878c): Ueber die Vortheile der Mimicry bei Schmetterlingen, 1878
- (en) Fritz Müller (1880/1881): "On female dimorphism of Paltostoma torrentium", The Entomologists' Monthly Magazine, 17, 225
- (de) Fritz Müller (1881): Bemerkenswerthe Fälle erworbener Aehnlichkeit bei Schmetterlingen, bijlage van Kosmos, 5e jaargang
- (en) Fritz Müller; L.C. Puff & D. Radünz (red.) (2004): História Natural de Sonhos / Naturgeschichte der Träume (Poemas de Fritz Müller), Blumenau-SC, Brazilië (twaalf gedichten uit 1859, postuum gepubliceerd in een tweetalige Portugees-Duitse uitgave)